# 杨庆尧
杨庆尧（1936年10月16日—2016年7月27日），男，上海松江人。中国微生物学家。上海师范大学教授。中国菌物学会理事。

## 生平
1936年10月16日生。上海松江人。1956年毕业于上海师范学院。留校工作，历任助教、讲师、副教授、教授等职务，长期从事微生物学和菌物学教学和科研。获1981年度上海市劳动模范称号。1991年10月开始享受国务院政府特殊津贴。多次获得上海市科技相关奖项。
2016年7月27日逝世，享年80岁。

## 研究成果
1980年代年开发了“蘑菇菌种快速制作法”，利用液体深层发酵菌丝体来繁殖合成颗粒菌种。1986年在第二届全国发明展览会上获得金奖。1990年获中国发明专利。

## 出版物
著有《食用菌生物学基础》、《分子生物学入门》。